# Тимковский, Илья Фёдорович
Илья Фёдорович Тимковский (1773—1853) — юрист, профессор и декан нравственного факультета Харьковского университета. 

## Биография
Родился в Переяславе-Хмельницком 15 (26) июля 1773 года в семье полкового есаула, затем почтмейстера. Кроме Ильи в семье было ещё 7 детей: братья Иван (1778—1808), Василий (1781—1832), Роман (1785—1820) и Юрий (1790—1875) и три сёстры, младшая из которых, Гликерия (1788—1829) была замужем за Максимовичем — их сын М. А. Максимович.
В 1777 году семья переехала в своё имение в Золотоношскую сотню, а затем в село Згарское. Четыре года обучался дома, затем вместе с сестрой и братьями — в частной школе при женском Золотоношском Благовещенском монастыре. В 1781—1785 годах учился в Переяславской семинарии, затем — в Киевско-Могилянской академии (1785—1789) и в Московском университете. Обучаясь в Москве он получил за представленные сочинения две серебряные медали, в 1790 и 1792 годах — на философском факультете; затем — серебряную и золотую, в 1793 и 1795 годах — на юридическом факультете, который окончил в 1796 году. Увлекаясь правоведением, Тимковский, кроме того, студентом помещал свои стихи и статьи в прозе, как переводные, так и оригинальные, в газетах и журналах того времени (за подписью И-я, Тмквск).
По окончании университета Тимковский уехал в Санкт-Петербург, где 7 февраля 1797 года был назначен преподавателем российского правоведения в Сенатский юнкерский институт, а в 1801 году определён секретарём Сената. Здесь им составлено было «Систематическое расположение законов российских» — первый опыт систематизации русских законов. За это сочинение он в августе 1802 году получил Высочайшее благоволение (монаршую награду Российской империи) и бриллиантовый перстень.
В 1802 году по просьбе министра юстиции Г. Р. Державина занял должность министерского юрисконсульта и составил проект третейского совестного суда. В этой должности Tимковский пробыл только около 4 месяцев. В конце 1802 года он получил предложение от назначенного попечителем Харьковского учебного округа графа С. О. Потоцкого занять должность профессора Харьковского университета, который ещё только предстояло открыть. В январе 1803 года получил ещё одно предложение — от Дерптского университета. Приняв предложение Потоцкого, 8 июня 1803 года Тимковский прибыл в Харьков, где деятельно участвовал в подготовке открытия университета. Кроме того, он принял на себя обязанности визитатора училищ Харьковского округа. В то время в округе не было ни одной гимназии (только главные и малые народные училища и церковно-приходские школы) и в число студентов будущего университета нужно было привлекать семинаристов. Тимковский посещал не только училища Слободско-Украинской, но и других губерний, представляя подробные отчёты по каждой из них. Он искал не только способных учеников, но и учителей. Так, при обозрении Воронежского главного народного училища он обратил внимание на  её учителя, Г. П. Успенского и настоял в своём отчёте о приглашении его в Харьковский университет. Кроме этого Тимковский заботился об открытии новых учебных заведений; он убедил Потоцкого не торопиться с преобразованием главных народных училищ в гимназии; в 1804 году были готовы к открытию две гимназии — в Харькове и Чернигове; за ними последовало открытие гимназий в других городах — всего их было десять. Открывались также уездные училища. Назначение учителей в открывавшиеся гимназии и училища зависело, главным образом, от Тимковского. Он же участвовал в их открытиях, давал наставления директорам и учителям, составлял списки книг для гимназических библиотек.
В университете он преподавал гражданское и уголовное право, законы и форму судопроизводства российского, а временно, кроме того, «всеобщую словесность на правилах эстетики и ученую историю в отделении филологических и словесных наук». При содействии Тимковского, проводившего ревизии учебных заведений Харьковского округа, были устроены Харьковская, Черниговская, Екатеринославская, Воронежская, Новгород-Северская, Таганрогская и Одесская гимназии и уездные училища в тех же губерниях. И. Ф. Тимковский состоял членом правления университета, членом училищного и цензурного комитетов. Его трижды (1807, 1809, 1811) избирали деканом факультета, каждый раз сроком на один год.
За время службы при университете были напечатаны три его речи: «О бывших в России поместьях и поместном праве» (Харьков 1811), «О применении знаний к состоянию и цели государства» (Харьков, 1808), также лингвистический труд «Опытный способ к философическому познанию российского языка» (Харьков, 1811).
18 декабря 1804 года Харьковский университет, а 30 июня 1805 года Московский  университет признали его доктором прав honoris causa.
По сообщению К. Ю. Лаппо-Данилевского 29 августа 1811 года Тимковский был уволен по причине болезни на год с сохранением жалованья, а 2 сентября 1813 года «по причине неизлеченной болезни и поданного вторичного прошения» уволен «с пенсиею в год по тысяче рублей».
С 1815 года служил два трехлетия выборным судьёй в Глуховском уезде. 19 августа 1820 года пожалован орденом Св. Владимира 4-й степени. Приняв предложение А. Перовского, попечителя Харьковского учебного округа, 24 августе 1825 года занял должность директора Новгород-Северской гимназии.
Успешная педагогическая деятельность Тимковского побудила в 1834 году попечителя вновь образованного Киевского учебного округа Е. Ф. фон Брадке предложить ему занять место директора Нежинского лицея, но но Тимковский от него отказался. Окончательно Тимковский вышел в отставку в 1838 году; предписанием от 21 октября был уволен с пенсией 2000 рублей и с «пожалованием в одной из великорусских губерний имением в количестве 1000 десятин»; в том же году, 12 июля, был удостоен ордена Св. Станислава 2-й степени; а 22 августа получил знак отличия беспорочной службы XXX лет. 
После отставки поселился в своем имении Турановка (Черниговская губерния), где занимался писанием воспоминаний, а также увлёкся пчеловодством, и в журнале «Московитянин» 1853 году была опубликована статья его статья «О состоянии пчеловодства в Черниговской губернии». Здесь, в родовом поместье, 15 февраля 1853 года он и скончался.
В бумагах его было обнаружено указание на сочинение, написанное Тимковским на латинском языке в бытность его в Харьковском университете: «Сравнение Юстиниановых законов с российскими», за которое Гёттингенское учёное общество избрало его своим членом в 1809 году, причём осталось невыясненным время и место его издания.

## Научные труды
- Систематическое расположение законов российских (1802)
- Опытный способ к философическому познанию российского языка (1811)

## Литературные труды
- «Взгляд на самого себя. 20 июля 1796» (1796)
- «Записки» («Москвитянин» 1852 и 1853: «Русский архив», 1874)
- «Судья и парадоксы» («Москвитянин», 1855);
- «О Даждь-Боге» («Москвитянин», 1855)
- «О состоянии пчеловодства в Черниговской губ.» («Москвитянин», 1853, № 19).